# ایرج عرب
ایرج عرب، مدیر ورزشی اهل ایران است که سرپرستی فدراسیون دو و میدانی ایران و مدیرعاملی باشگاه فرهنگی ورزشی پرسپولیس را در کارنامه دارد. او در گذشته سمت سرپرست اداره کل حراست وزارت ورزش و جوانان را نیز به عهده داشته‌است.

## پرسپولیس
در تاریخ ۲۰ آذر ۱۳۹۷ طی حکمی از سوی وزارت ورزش و جوانان که با دستور مسعود سلطانی‌فر وزیر ورزش صادر شده بود؛ ایرج عرب به عنوان سرپرست باشگاه پرسپولیس منصوب شد. عرب تا قبل از این انتصاب به عنوان معاون مالی اداری در باشگاه پرسپولیس مشغول به فعالیت بود.
تا قبل از این انتصاب حمیدرضا گرشاسبی سمت مدیر عامل پرسپولیس را به عهده داشت که به دلیل قانون منع به‌کارگیری بازنشستگان از تاریخ ۱۵ آذر ۱۳۹۷ امکان ادامه فعالیت در این سمت را نداشت و از این سمت برکنار شده بود.
ایرج عرب از ۲۰ آذر ۱۳۹۷ به عنوان سرپرست باشگاه پرسپولیس به فعالیت خود ادامه داد تا اینکه در روز ۱ اسفند ۱۳۹۷ با اعلام رسمی مسعود سلطانی‌فر، وزیر ورزش و جوانان و رئیس مجمع باشگاه پرسپولیس در حاشیه جلسه هیئت دولت سمت او از سرپرست به مدیر عامل تغییر کرد. او در تاریخ ۵ شهریور ۱۳۹۸، از مدیرعاملی پرسپولیس استعفا و جای خود را به محمدحسن انصاری‌فرد داد اما همچنان عضو هیئت مدیره پرسپولیس باقی ماند. او در تاریخ ۱۴ دی ۱۳۹۸ از عضویت در هیئت مدیره پرسپولیس استعفا داد.

### دستاورد ها به عنوان مدیرعامل
- لیگ برتر فوتبال ایران

 قهرمان (۱): ۹۸–۱۳۹۷
- جام حذفی فوتبال ایران

 قهرمان (۱): ۹۸–۱۳۹۷
- سوپر جام فوتبال ایران

 قهرمان (۱): ۱۳۹۸